# Lita (album)
Lita – trzeci solowy studyjny album Lity Ford, wydany w 1988 roku. Do komercyjnego sukcesu tego albumu przyczyniło się wydanie singla "Close My Eyes Forever", który zajął 8. miejsce na liście Billboard Hot 100.

## Wydanie
W pisaniu tekstów piosenek i promowaniu albumu artystce pomógł Mike Chapman, znany ze współpracy m.in. z Suzi Quatro. Menedżerem Ford została w tym czasie Sharon Osbourne. Ozzy Osbourne użyczył wokalu do utworu "Close My Eyes Forever", co przyniosło obojgu muzykom większą sławę w Stanach Zjednoczonych. Singel "Kiss Me Deadly" zyskał równie dużą popularność, zajmując 12. miejsce na Billboard Hot 100. Utwór został umieszczony na 76. miejscu listy 100 najlepszych hardrockowych piosenek według telewizji VH1. Sam album zajął 29. miejsce w rankingu albumów Billboardu w 1988.

## Lista utworów
1. "Back to the Cave"
2. "Can't Catch Me"
3. "Blueberry"
4. "Kiss Me Deadly"
5. "Falling In and Out of Love"
6. "Fatal Passion"
7. "Under the Gun"
8. "Broken Dreams"
9. "Close My Eyes Forever"

## Twórcy
- Lita Ford - gitara prowadząca i rytmiczna, wokal prowadzący
- David Ezrin - keyboard
- Don Nossov - gitara basowa
- Myron Grombacher – perkusja

Dodatkowi muzycy
- Ozzy Osbourne - wokal gościnny w utworze "Close My Eyes Forever"
- Craig Krampf - perkusja
- Llory McDonald, Mike Chapman - chórek